# Pinecrest (Florida)
Pinecrest falu az USA Florida államában, Miami-Dade megyében. Lakosainak száma 18 388 fő (2020. április 1.).

## Népesség
A település népességének változása:

| 2010 | 18 223 |
| 2020 | 18 388 |